# Васильев, Георгий Пантелеевич
Георгий Пантелеевич Васильев (1905 — 1962) — советский колхозник. Участник Великой Отечественной войны. Герой Социалистического Труда (1947).

## Биография
Георгий Васильев родился в 1905 году на территории нынешней Донецкой области (Украина). По национальности — русский. После создания колхоза «Запорожец», в первой половине 1930-х годов, вступил в него и занял должность начальника полеводческой бригады.
С 1941 году участвовал в Великой Отечественной войне.
Демобилизовался в 1945 году, после чего продолжил работать на той же должности в колхозе «Запорожец». В 1946 году бригада под руководством Васильева сумела получить урожай озимой пшеницы 30 центнеров с гектара на площади 54 гектара. 19 марта 1947 года был удостоен звания Герой Социалистического Труда. В последующем бригада, которой руководил Петров также получала высокие урожаи зерновых.
Жил в Старобешево (ныне Донецкая область). Георгий Васильев Скончался в 1962 году.

## Награды
- Звание Герой Социалистического Труда (Указ Президиума Верховного Совета СССР от 19 марта 1947) — «за получение высоких урожаев пшеницы и ржи в 1946 году»

- Золотая медаль «Серп и Молот» (19 марта 1947 — № 261);
- Орден Ленина (19 марта 1947 — № 61432);

- медали.